# Аллик, Яак Хендрикович
Я́ак Хе́ндрикович А́ллик (эст. Jaak Allik; род. 8 октября 1946, Таллин) — эстонский театральный критик, руководитель театра и режиссёр, политик. В 1995—1999 — министр культуры Эстонской Республики. Заслуженный деятель искусств Эстонской ССР (1986).

## Биография
Сын деятелей эстонского рабочего движения Хендрика Аллика и Ольги Лауристин. Единоутробный брат эстонской учёной и политика Марью Лауристин.
Окончил Таллинскую среднюю школу № 22 (1965). В 1972 году окончил отделение социологии Тартуского университета.

### Карьера
- В 1971 году вступил в КПСС.
- В 1977 году возглавил Управление театров Министерства культуры Эстонской ССР. Был одним из основателей и первым главным редактором эстонского журнала «Театр, музыка, кино».
- В 1990 году избирался в Верховный Совет Эстонской ССР, депутатом которого был до 1992 года.
- В период 1991—1995 был художественным руководителем театра «Угала» в городе Вильянди, в 2001—2003 был директором этого театра.
- С 1994 года был членом Коалиционной партии Эстонии (эст. Eesti Koonderakond), правоцентристской партии с либеральным уклоном, распавшейся в 2000 году.
- В 1995—1999 гг. занимал пост министра культуры Эстонской Республики.
- В 1999—2000 гг. был вице-мэром Вильянди.
- С 2003 года является членом партии «Народный Союз Эстонии» (эст. Eestimaa Rahvaliit).
- Избирался в Рийгикогу (Парламент Эстонии) 8-го и 10-го созывов.

## Награды и звания
- Заслуженный деятель искусств Эстонской ССР (1986)
- Орден Белой звезды IV степени (2002)
- Почётный знак города Вильянди (2003)